# Rhinoplax vigil
O Rhinoplax vigil, também conhecido como calau-de-capacete, é uma ave de grande tamanho, pertenecente à família Bucerotidae, nativa da península de Malaca, e  das ilhas de Sumatra e Bornéu. É a ave oficial da província indonésia de Bornéu Ocidental.

## Descrição
A ave tem uma plumagem enegrecida que cobre quase todo o corpo, com exceção das patas, o abdome e a cauda, as quais têm coloração branca. Esta última tem uma pequena faixa negra ao final de cada uma de suas penas. A causa é longa e suas duas penas centrais têm uma extensão muito maior que o resto, fazendo da ave a de maio extensão de sua família. O comprimento do corpo é de aproximadamente 1 a 1,2 metros, sem contar as penas da cauda, as quais aumentam seu tamanho em 50 cm. Os machos pesam, em média, 3,1 kg, enquanto que as fêmeas alcançam os 2,7 kg. O Rhinoplax vigil é, em algumas ocasiões, considerado o maior membro de sua família na Ásia, apesar de ser um pouco menos pesado que o calau bicórnio (e muito menos que o calau-abissínio).

## Dieta e comportamento

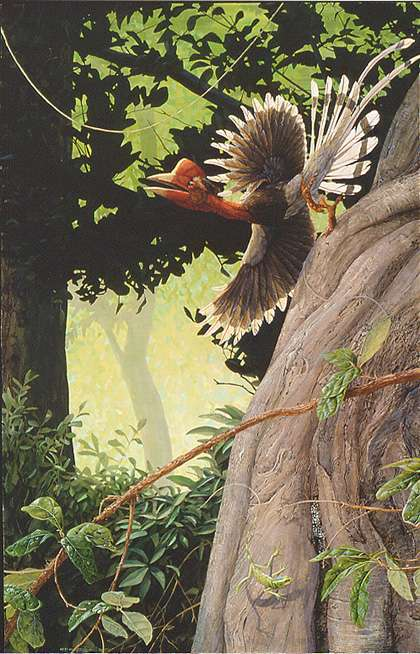
Pintura de Rhinoplax vigil em voo

Esta ave alimenta-se principalmente de frutas, como figos. Também é provável que utilize seu "capacete" como uma ferramenta pesada para escavar em madeira apodrecida ou solta em busca de insetos ou presas similares. Como diferença de outros calaus comedores de fruta, o calau-de-capacete é sedentário e agrupa-se em pares para defender seu território. Os machos utilizam seus capacetes para atacar os adversários, nas disputas por território.

## Utilização do bico e capacete
O seu bico pronunciado, em forma de corno, que se estende até ao crânio é mais macio do que o marfim e fácil de entalhar. É intensamente procurado na Ásia, onde é moldado em obras de arte pormenorizadas. Para um grupo selecto da classe abastada, os produtos raros provenientes de animais selvagens, como as esculturas de calau-de-capacete, marfim de elefante e chifre de rinoceronte podem ser sinais de opulência e estatuto social.
Durante centenas de anos o artesanato chinês utilizou este material para criar artefatos e o Japão para fazer os cintos presentes nos tradicionais kimonos.